# Sphaerodactylus inaguae
Sphaerodactylus inaguae este o specie de șopârle din genul Sphaerodactylus, familia Gekkonidae, descrisă de Mary Noble și Klingel în anul 1932. Conform Catalogue of Life specia Sphaerodactylus inaguae nu are subspecii cunoscute.